# Ateliers de Construction des Motocycles et Automobiles

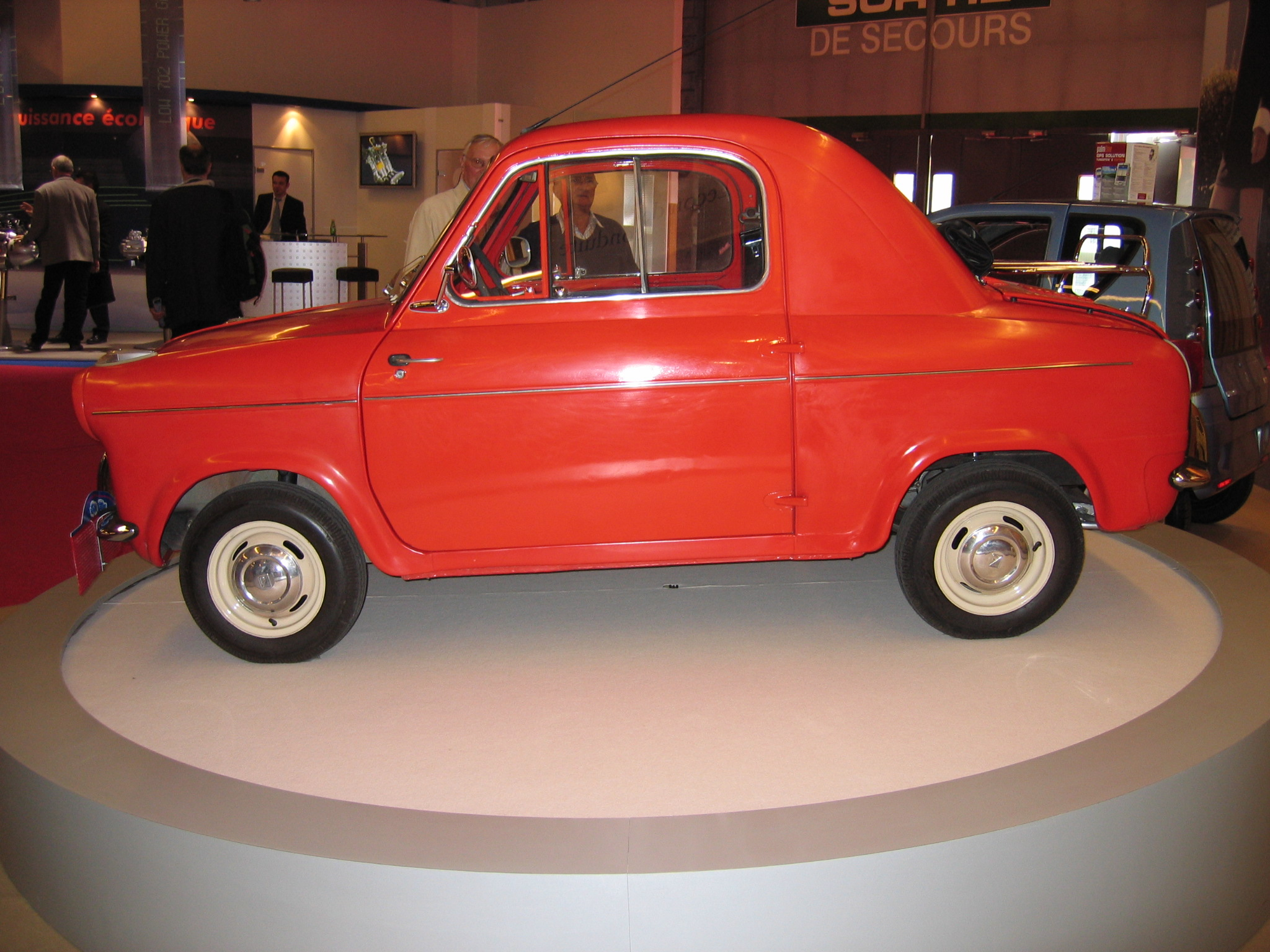
Vespa 400

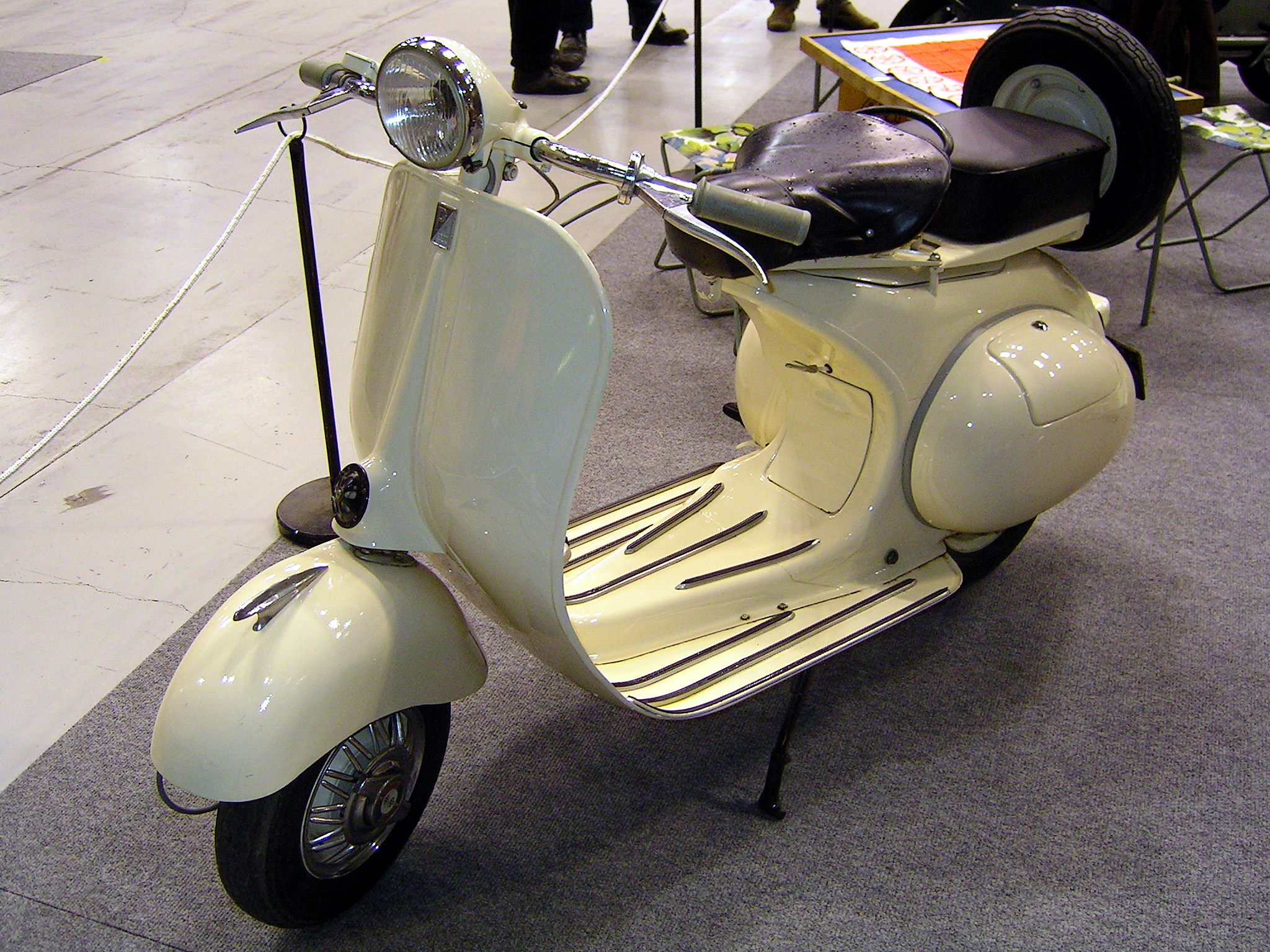
Motorroller

Ateliers de Construction des Motocycles et Automobiles, zuvor Ateliers de Construction des Motocycles et Accessoires, kurz ACMA, war ein französischer Hersteller von Automobilen und Motorrollern.

## Unternehmensgeschichte
Das Unternehmen aus Fourchambault entstand 1949 als Zweigwerk von Piaggio. Dort wurden Motorroller gefertigt. Zwischen 1958 und 1961 stellte das Unternehmen auch ein Pkw-Modell her. Der Markenname lautete Vespa. 
ACMA produzierte unter anderem den, vom französischen Verteidigungsministerium für die französischen Luftlandetruppen („Troupes Aéroportées“) bei Piaggio in Auftrag gegeben, militärischen Panzerabwehr-Motorroller Vespa 150 TAP. Bis 1959 wurden ca. 600 Stück produziert.
1962 schloss das Unternehmen.

## Autos
Das einzige Modell war der Vespa 400. Dies war ein Kleinstwagen. Insgesamt entstanden etwa 34.000 Fahrzeuge.